# Dreams (Klaus Schulze)
Dreams is het negentiende muziekalbum van de Duitse specialist op het gebied van elektronische muziek Klaus Schulze. Het is opgenomen in Hambühren. Het is het eerste album dat Schulze opneemt als een soort band sinds zijn dagen bij Tangerine Dream, Ashra en Go.

## Musici
- Klaus Schulze – elektronica, slagwerk
- Andreas Grosser – piano
- Nanu Isa – gitaar
- Harold Asmussen – basgitaar
- Ulli Schober – slagwerk
- Ian Wilkinson – zang (5)

## Composities
1. A classical move (9:40)
2. Five to four (7:57)
3. Dreams (9:25)
4. Flexible (4:16)
5. Klaustrophony (24:40)
6. Constellation Andromeda (23:52)

Constellation Andromeda is een bonustrack op de geremasterde uitgave van die album in 2006. Het was een promo-single uitgegeven in 2003 in 300 exemplaren voor een Muziekmarkt in Frankfurt am Main.